# Деррік Льюїс
Деррік Джеймс Льюїс (англ. Derrick James Lewis; 7 лютого 1985, Новий Орлеан) — американський боєць змішаного стилю, представник важкої вагової категорії. Виступає на професійному рівні починаючи з 2010 року, відомий по участі в турнірах таких бійцівських організацій як UFC і Bellator, володів титулом чемпіона Legacy FC у важкій вазі, був претендентом на титул чемпіона UFC у важкій вазі.

## Біографія
Деррік Льюїс народився 7 лютого 1985 року в місті Новий Орлеан, штат Луїзіана. Виховувався матір'ю-одиначкою, мав шестеро братів і сестер. Будучи важкою дитиною, постійно вплутувався у вуличні бійки. У 1999 році разом з сім'єю переїхав на постійне проживання в Х'юстон, штат Техас.
У віці сімнадцяти років почав серйозно займатися боксом, готувався до свого першого любительського бою, однак незадовго до його початку боксерський зал несподівано закрили. Через два тижні після закінчення старшої школи Льюїса звинуватили в нападі при обтяжуючих обставинах і поставили на випробувальний термін. Вступив в Кілгорський коледж, де перебував в студентській команді з американського футболу, проте так і не закінчив цей навчальний заклад - порушив свій випробувальний термін і був засуджений до п'яти років позбавлення волі (в результаті провів у в'язниці близько трьох з половиною років). Звільнившись, працював водієм тягача-евакуатора, незабаром познайомився зі змішаними єдиноборствами, а також під опікою Джорджа Формана продовжив займатися боксом. У 2009 році брав участь в аматорських поєдинках з ММА і на хвилі успіху вирішив відмовитися від боксу на користь змішаних єдиноборств    .
Дебютував у змішаних єдиноборствах серед професіоналів у квітні 2010 року, перемігши технічним нокаутом у другому раунді відомого американського реслера Ніка Мітчелла. У другому своєму поєдинку одноголосним рішенням суддів зазнав поразки від співвітчизника Шона Джордана. Надалі виграв ще кілька боїв, у тому числі достроково здобув перемогу над Райаном Мартінесом. У 2011 році Льюїс приєднався до великого американського промоушену Bellator, але закріпитися тут не зумів, поступившись одноголосним суддівським рішенням Тоні Джонсону.
Незважаючи на програші, Деррік Льюїс продовжив регулярно брати участь в поєдинках в різних американських промоушенах і зробив серію з декількох перемог поспіль, зокрема, взявши верх над Джаредом Рошолтом, виборов титул чемпіона Legacy Fighting Championship у важкій ваговій категорії. Один раз захистив отриманий чемпіонський пояс. Один з його боїв був зупинений на початку першого раунду і визнаний таким, що не відбувся через повторювані удари по потилиці.
Маючи в послужному списку дев'ять перемог і тільки дві поразки, Льюїс привернув до себе увагу найбільшої бійцівської організації Ultimate Fighting Championship і підписав з нею довгострокову угоду. Дебютував в UFC у квітні 2014 року, перших двох суперників переміг достроково в перших же раундах. У третьому бою, зустрівшись з Меттом Мітріоном, сам опинився в нокауті в першому раунді. У 2015 році здолав південноафриканського бійця Руана Поттса і в матчі-реванші знову поступився Шону Джордану. Мав битися з Ентоні Хемілтоном, але той знявся з поєдинку через травму, і в підсумку його замінили чехом Віктором Пештою, якого Льюїс переміг технічним нокаутом. У 2016 році здобув перемогу над такими відомими бійцями як Даміан Грабовський, Габріел Гонзага (кращий виступ вечора), Рой Нельсон, Шаміль Абдурахімов.
Завдяки низці вдалих виступів удостоївся права оскаржити титул чемпіона UFC у важкій вазі, що належав Деніелу Корм*є. Однак у другому раунді їх протистояння попався в задушливий прийом ззаду і змушений був здатися.

## Статистика в професійному ММА
| Професійна кар'єра бійця |            |           |
| Боїв 33                  | Перемог 25 | Поразок 7 |
| Нокаут                   | 20         | 4         |
| Здача                    | 1          | 1         |
| Рішення суддів           | 4          | 2         |
| Не відбулись             | 1          | 1         |

| Результат   | Рекорд   | Суперник           | Спосіб                    | Турнір                                                | Дата              | Раунд | Час   | Місце                 | Примітки                                              |
| ----------- | -------- | ------------------ | ------------------------- | ----------------------------------------------------- | ----------------- | ----- | ----- | --------------------- | ----------------------------------------------------- |
| Поразка     | 25-8 (1) | Сиріл Ган          | TKO (удари руками)        | UFC 265                                               | 7 серпня 2021     | 3     | 4: 11 | Х'юстон, Техас, США   | Бій за титул тимчасового чемпіона UFC у важкій вазі.. |
| Перемога    | 25-7 (1) | Кертіс Блейдс      | KO (удар рукою)           | UFC Fight Night: Блейдс vs. Льюїс                     | 20 лютого 2021    | 2     | 1: 26 | Лас-Вегас, США        | Виступ вечора.                                        |
| Перемога    | 24-7 (1) | Олексій Олейник    | TKO (удари руками)        | UFC Fight Night: Lewis vs. Oleinik                    | 8 серпня 2020     | 2     | 0: 21 | Лас-Вегас, США        |                                                       |
| Перемога    | 23-7 (1) | Ілір Латіфа        | Одностайне рішення        | UFC 247                                               | 8 лютого 2020     | 3     | 5: 00 | Х'юстон, США          |                                                       |
| Перемога    | 22-7 (1) | Благой Іванов      | Роздільне рішення         | UFC 244                                               | 2 листопада 2019  | 3     | 5: 00 | Нью-Йорк, США         |                                                       |
| Поразка     | 21-7 (1) | Жуніор дус Сантус  | TKO (удари руками)        | UFC Fight Night: Lewis vs. dos Santos                 | 9 березня 2019    | 2     | 1: 58 | Уїчито, США           | Бій вечора.                                           |
| Поразка     | 21-6 (1) | Деніел Кормье      | Введення (удушення ззаду) | UFC 230                                               | 3 листопада 2018  | 2     | 2: 14 | Нью-Йорк, США         | Бій за титул чемпіона UFC у важкій вазі.              |
| Перемога    | 21-5 (1) | Олександр Волков   | KO (удари руками)         | UFC 229                                               | 6 жовтня 2018     | 3     | 4: 49 | Лас-Вегас, США        | Виступ вечора.                                        |
| Перемога    | 20-5 (1) | Франсіс Нгану      | Одностайне рішення        | UFC 226                                               | 6 липня 2018      | 3     | 5: 00 | Лас-Вегас, США        |                                                       |
| Перемога    | 19-5 (1) | Марчін Тибура      | TKO (удари руками)        | UFC Fight Night: Cowboy vs. Medeiros                  | 18 лютого 2018    | 3     | 2: 48 | Остін, США            | Виступ вечора.                                        |
| Поразка     | 18-5 (1) | Марк Хант          | TKO (удари руками)        | UFC Fight Night: Lewis vs. Hunt                       | 11 червня 2017    | 4     | 3: 51 | Окленд, Нова Зеландія | Бій вечора.                                           |
| Перемога    | 18-4 (1) | Тревіс Браун       | KO (удари руками)         | UFC Fight Night: Lewis vs. Browne                     | 19 лютого 2017    | 2     | 3: 12 | Галіфакс, Канада      | Бій вечора.                                           |
| Перемога    | 17-4 (1) | Шаміль Абдурахимов | TKO (удари руками)        | UFC Fight Night: Lewis vs. Abdurakhimov               | 9 грудня 2016     | 4     | 3: 43 | Олбані, США           |                                                       |
| Перемога    | 16-4 (1) | Рой Нельсон        | роздільне рішення         | UFC Fight Night: dos Anjos vs. Alvarez                | 7 липня 2016      | 3     | 5: 00 | Лас-Вегас, США        |                                                       |
| Перемога    | 15-4 (1) | Габріел Гонзага    | KO (удари руками)         | UFC Fight Night: Rothwell vs. dos Santos              | 10 квітня 2016    | 1     | 4: 48 | Загреб, Хорватія      | Виступ вечора.                                        |
| Перемога    | 14-4 (1) | Даміан Грабовський | TKO (удари руками)        | UFC Fight Night: Hendricks vs. Thompson               | 6 лютого 2016     | 1     | 2: 17 | Лас-Вегас, США        |                                                       |
| Перемога    | 13-4 (1) | Віктор Пешта       | TKO (удари руками)        | UFC 192                                               | 3 жовтня 2015     | 3     | 1: 15 | Х'юстон, США          |                                                       |
| Поразка     | 12-4 (1) | Шон Джордан        | TKO (удари)               | UFC Fight Night: Boetsch vs. Henderson                | 6 червня 2015     | 2     | 0: 48 | Новий Орлеан, США     |                                                       |
| Перемога    | 12-3 (1) | Руан Поттс         | TKO (удари руками)        | UFC 184                                               | 28 лютого 2015    | 2     | 3: 18 | Лос-Анджелес, США     |                                                       |
| Поразка     | 11-3 (1) | Метт Мітріон       | KO (удари руками)         | UFC Fight Night: Jacare vs. Mousasi                   | 5 вересня 2014    | 1     | 0: 41 | Машантукет, США       |                                                       |
| Перемога    | 11-2 (1) | Гуто Іносенте      | KO (удари руками)         | The Ultimate Fighter: Team Edgar vs. Team Penn Finale | 6 липня 2014      | 1     | 3: 30 | Лас-Вегас, США        |                                                       |
| Перемога    | 10-2 (1) | Джек Мей           | TKO (удари руками)        | UFC on Fox: Werdum vs. Browne                         | 19 квітня 2014    | 1     | 4: 23 | Орландо, США          |                                                       |
| Перемога    | 9-2 (1)  | Ріки Шиверс        | TKO (удари руками)        | Legacy FC 18                                          | 1 березня 2013    | 3     | 4: 22 | Х'юстон, США          | Захистив титул чемпіона Legacy FC у важкій вазі.      |
| Перемога    | 8-2 (1)  | Джаред Рошолт      | KO (удари руками)         | Legacy FC 13                                          | 17 серпня 2012    | 2     | 2: 41 | Даллас, США           | Виграв титул чемпіона Legacy FC у важкій вазі.        |
| Перемога    | 7-2 (1)  | Джастін Фрейзер    | TKO (коліно і руки)       | RFA 2                                                 | 30 березня 2012   | 1     | 2: 37 | Карні, США            |                                                       |
| Чи не сост. | 6-2 (1)  | Джереміа Констант  | NC (удари по потилиці)    | Fight To Win: Paramount Prize Fighting 2012           | 27 січня 2012     | 1     | 0:48  | Денвер, США           |                                                       |
| Перемога    | 6-2      | Ракім Клівленд     | TKO (удари руками)        | Legacy FC 9                                           | 16 грудня 2011    | 3     | 3:12  | Х'юстон, США          |                                                       |
| Перемога    | 5-2      | Джей Пече          | TKO (удари руками)        | Immortal Kombat Fighting                              | 3 вересня 2011    | 1     | 0:46  | Спрінг, США           |                                                       |
| Поразка     | 4-2      | Тоні Джонсон       | одностайне рішення        | Bellator 46                                           | 25 червня 2011    | 3     | 5:00  | Холлівуд, США         |                                                       |
| Перемога    | 4-1      | Тейлор Херберт     | TKO (удари руками)        | International Xtreme Fight Association                | 26 лютого 2011    | 1     | 2:14  | Х'юстон, США          |                                                       |
| Перемога    | 3-1      | Ракім Клівленд     | Здача (важіль ліктя)      | Worldwide Gladiator                                   | 12 листопада 2010 | 2     | 1:33  | Пасадена, США         |                                                       |
| Перемога    | 2-1      | Райан Мартінес     | TKO (удари руками)        | Fight to Win / King of Champions: Worlds Collide      | 24 червня 2010    | 2     | 1:03  | Денвер, США           |                                                       |
| Поразка     | 1-1      | Шон Джордан        | одностайне рішення        | Cajun Fighting Championships: Full Force              | 25 червня 2010    | 3     | 5:00  | Лафейетт, США         |                                                       |
| Перемога    | 1-0      | Нік Мітчелл        | TKO (удари руками)        | Worldwide Gladiator                                   | 9 квітня 2010     | 2     | 1:33  | Пасадена, США         |                                                       |